# Kurt Josten
Conrad Hermann Hubertus Maria Apollinaris „Kurt“ Josten, auch bekannt als C. H. Josten (* 7. Juni 1912 in Neuss; † 10. Juli 1994 ebenda) (Pseudonym: Anton Cordeis [ein Anagramm seines Klarnamens]), war ein deutsch-britischer Jurist, Staatsbeamter und Widerstandskämpfer. Später arbeitete er als Wissenschaftshistoriker in Oxford.

## Leben

### Frühes Leben und Widerstandstätigkeit (1912–1945)
Josten stammte aus einer katholischen Familie aus Neuss. In den frühen 1930er Jahren studierte er Rechtswissenschaften in Genf, Freiburg und Bonn. Seit dem Studium war er Mitglied der katholischen Studentenverbindung KStV Frisia Bonn. Seine Dissertation an der Universität Erlangen zum Dr. jur. zu dem Thema Über den Voraus des Überlebenden Ehegatten erschien 1935.
Im April 1934 wurde Josten, damals Gerichtsreferendar, auf Vermittlung seines Freundes Wilhelm Freiherr von Ketteler als Volontär in der Presseabteilung der Kanzlei des Vizekanzlers in der Regierung Hitler, Franz von Papen, angestellt. Gemeinsam mit seinem Vorgesetzten Herbert von Bose, dem Leiter der Pressestelle sowie Ketteler, Papens Adjutanten Fritz Günther von Tschirschky und dem Schriftsteller Edgar Julius Jung erarbeitete Josten in den folgenden Monaten als Teil des Edgar-Jung-Kreises einen konservativen Staatsstreichplan („Aktionsplan Jung“). Dieser sah vor, die noch ungefestigte Diktatur der Nationalsozialisten unter Ausnutzung der Kommandogewalt des Reichspräsidenten über die Reichswehr umzustoßen. Zu diesem Zweck sollte das greise Staatsoberhaupt Paul von Hindenburg durch den Vizekanzler und den Oberkommandierenden des Heeres, General Werner von Fritsch, dazu zu veranlassen, den Reichsnotstand zu erklären und infolgedessen die Regierungsgewalt vom Reichskanzler und Reichskabinett auf seine Person zu ziehen. Anschließend sollten der hitlerfreundliche Reichswehrminister Werner von Blomberg und der Chef der Wehrabteilung Walter von Reichenau ausgeschaltet werden, und die Reichswehr unter Führung von Fritsch eingesetzt werden, um die nationalsozialistische SA und SS zu entwaffnen. Danach sollte ein dem Präsidenten zuarbeitendes siebenköpfiges Direktorium aus Fritsch, dem General Gerd von Rundstedt, Vizekanzler Papen, dem Ex-Kanzler Heinrich Brüning, dem Leipziger Bürgermeister Carl Friedrich Goerdeler, sowie Adolf Hitler und Hermann Göring gebildet werden. Die Aufnahme der beiden zuletzt Genannten bezweckte, die Massen der NS-Anhänger zu beruhigen und die NS-Führer-Clique zu spalten.
Neben seiner Beteiligung an der Ausarbeitung der Putschpläne der Gruppe in der Vizekanzlei wurde Josten von seinen älteren Kollegen vor allem als Verbindungsmann für den weiteren Ausbau ihres Verschwörernetzwerkes eingesetzt. Tschirschky zufolge war Josten für diese Verwendung besonders geeignet, da er „sehr jung, fast kindlich aussah“ und deswegen den Spitzeln und Beobachtern, die die Gestapo auf die Gruppe in der Vizekanzlei angesetzt hatte, nicht weiter auffiel. Dementsprechend konnte Josten „manche gefährliche Mission ausführen“.
Der Plan der Gruppe um Jung kam schließlich aus einer Vielzahl von Gründen (vorzeitige Abreise des Reichspräsidenten von Berlin auf sein ostpreußisches Gut Neudeck, was ihn schwer erreichbar machte; das Zaudern Papens; unbewusste Denunziation der Gruppe bei Blomberg durch Hindenburgs Sohn Oskar) nicht zur Verwirklichung.
Stattdessen wurde die im Palais Borsig in der Berliner Voßstraße untergebrachte Vizekanzlei am 30. Juni 1934 von der SS besetzt. Während Bose in den Räumen der Kanzlei und Jung im Keller des Gestapo-Hauptquartiers erschossen wurden und Tschirschky zusammen mit Walter Hummelsheim und Friedrich Carl von Savigny, zwei anderen Mitgliedern der Gruppe, von der Gestapo verhaftet wurde, konnte Josten gemeinsam mit Ketteler aus der Kanzlei fliehen und sich verstecken.
Seinen erlernten Beruf als Jurist übte Josten nach dem offiziellen Abschluss seines Promotionsverfahrens 1935 nicht mehr aus. Der New York Times zufolge begründete er diese Entscheidung später mit dem Hinweis, dass „das Recht in Deutschland zu diesem Zeitpunkt [schon] nicht mehr existiert“ habe. Stattdessen begann Josten in diesem Jahr sich mit der Erforschung antiker und mittelalterlicher astronomischer Instrumente zu befassen. In den späteren Jahren der Hitler-Herrschaft war Josten erneut der Verfolgung durch das Regime ausgesetzt und daher gezwungen, im Untergrund in Frankreich und Deutschland zu leben.
Der Wissenschaftshistoriker Stephen Mason (1923–2007), der von 1947 bis 1953 neben Josten in Oxford geforscht hatte, verwies in einem Leserbrief an den Independent vom 20. Juli 1994 darauf, dass seit 1944 die Behauptung kursiert sei, dass das Datum, das der deutsche militärische Widerstand für seinen Versuch, Adolf Hitler durch ein Attentat zu beseitigen, gewählt habe – der 20. Juli 1944 – auf der Basis einer „astrologischen Voraussage“ (astrological prognostication) Jostens ausgesucht worden sei. Dem steht allerdings gegenüber, dass Stauffenberg bereits einige Tage vor dem 20. Juli 1944 zweimal beabsichtigte, das Attentat auszuführen, es jedoch beide Male aufgrund von ungünstigen Voraussetzungen abbrach.

### Karriere als Forscher und späte Jahre (1945–1994)
Nach dem Ende des Zweiten Weltkriegs trat Josten 1946 bei den Nürnberger Prozessen als Zeuge (bzw. Verfasser eines Affidavits) im Verfahren gegen Franz von Papen auf. Danach siedelte er nach Großbritannien über, wo er 1954 zum naturalisierten britischen Staatsbürger wurde.
Spätestens ab 1949 forschte Josten an der Oxford University. Als seine größte Leistung als Forscher gilt die Entzifferung des Codes, in dem der berühmte britische Antiquar und Gelehrte Elias Ashmole im 17. Jahrhundert seine Tagebücher und persönlichen Aufzeichnungen verschlüsselt hatte. Josten gelang es im Zuge seiner Arbeit, in der Bodleian Library der Universität den Code zu erarbeiten, mit dem sich die chiffrierten Schriften Ashmoles erschließen und ins Englische übertragen ließen. Das so entschlüsselte Gesamtwerk Ashmoles veröffentlichte Josten nach jahrelanger Dechiffrierungs- und Edierungsarbeit 1966 in fünf Bänden bei der Oxford University Press.
In Anerkennung seiner Leistung, das zwar gegenständlich vorhandene, aber aufgrund der Chiffrierung „versiegelte“ Werk Ashmoles der Welt „wiedergewonnen“ zu haben, wurde Josten der Ehrendoktor der Literaturwissenschaften verliehen. Außerdem wurde er bereits 1950, ein Jahr nach seiner Durchbruchleistung, als Nachfolger von F. Sherwood Taylor zum Kurator des Museum of the History of Science in Oxford berufen. Als Forscher in Oxford galt Josten als Experte für die Frühgeschichte der Chemie und Astronomie und für frühe astronomische Werkzeuge sowie für die Alchemie. Die wissenschaftliche Sammlung des Scientific Museums konnte unter Jostens Leitung durch Ankäufe, vor allem aber durch die alte astronomische und mathematische Instrumente umfassende private Sammlung des Schiffbauers J. A. Billmeier, die Josten für das Museum gewinnen konnte, beträchtlich erweitert werden. Jostens Führungsstil als Institutsleiter galt als dabei als „in ruhiger Weise herrisch“ (quietly imperious).
Nach seiner Emeritierung 1964 kehrte Josten nach Deutschland zurück, wo er bis zu seinem Tod, 1994, in seiner Geburtsstadt Neuss lebte. Jostens Ehefrau Constanze (Eheschließung 1962) starb 1964 (Nachruf der New York Times) oder 1968 (Nachruf des Independent).

## Schriften
- Über den Voraus des überlebenden Ehegatten, 1935 (Dissertation).
- Scientific Instruments (13th–19th Century). The Collection of J.A. Billmeir. Exhibited by Frank Partridge & Sons, 1954.
- A Translation of John Dee's "Monas Hieroglyphica" (Antwerp, 1564), 1964.
- Elias Ashmole (1617–1692). His Autobiographical and Historical Notes, His Correspondence, and Other Contemporary Sources Relating to His Life and Work, Oxford 1966.
- Löse und binde – auf der Fährte der verborgenen Qualität, 1971 (unter dem Pseudonym Anton Cordeis).